# Mayiladuthurai (Distrikt)
Der Distrikt Mayiladuthurai (Tamil: மயிலாடுதுறை மாவட்டம்) ist ein Distrikt des indischen Bundesstaates Tamil Nadu. Verwaltungszentrum des Distrikts ist die namensgebende Stadt Mayiladuthurai. Der Distrikt Mayiladuthurai wurde im Jahr 2020 aus dem nördlichen Teil des Distrikts Nagapattinam gebildet.

## Geografie

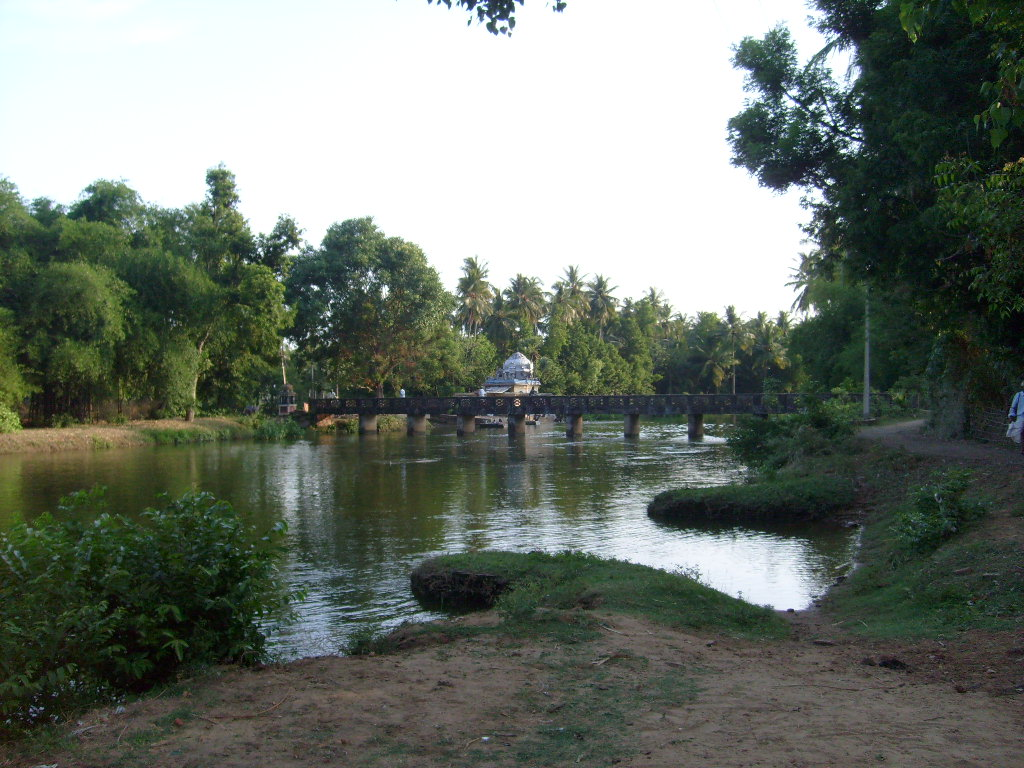
Brücke über den Kaveri-Fluss beim Dorf Tiruvalangadu

Der Distrikt Mayiladuthurai liegt im Nordosten des Kaveri-Deltas in Zentral-Tamil-Nadu. Er grenzt im Norden an den Distrikt Cuddalore, im Westen an den Distrikt Thanjavur, im Südwesten an den Distrikt Tiruvarur und im Süden an den Distrikt Karaikal des Unionsterritoriums Puducherry. Im Osten liegt die Küste des Golfs von Bengalen. Für die Distriktfläche liegen bisher (Stand 2022) keine sicher zuverlässigen Zahlen vor. Nach Angaben der Distriktwebseite beträgt sie 1169,3 km².
Das Gebiet des Distrikts Mayiladuthurai gehört zum Bereich des Kaveri-Deltas. Das flache und fruchtbare Land wird von zahlreichen Mündungsarmen des Kaveri-Flusses durchflossen. Im Norden bildet der nördlichste Mündungsarm Kollidam die Grenze zum Distrikt Cuddalore. Im Osten hat der Distrikt Anteil an der Küste des Golfs von Bengalen.

## Geschichte
Das Kaveri-Delta war das Kernland des Chola-Reiches, das vom 9. bis 13. Jahrhundert Thanjavur (Tanjore) als Hauptstadt hatte. Ab dem 16. Jahrhundert beherrschten zunächst die Nayaks und später die Marathen-Könige von Thanjavur das Gebiet. Zur gleichen Zeit begannen die europäischen Kolonialmächte Stützpunkte entlang der Küste zu gründen. Im Gebiet des heutigen Distrikts Mayiladuthurai befand sich ab 1620 die dänische Kolonie Tranquebar (Tharangambadi). 1799 annektierten die Briten das Königreich Thanjavur und gliederten das Gebiet als Distrikt Tanjore (Thanjavur) in die Provinz Madras ein. 1845 erwarben die Briten auch das dänische Tranquebar. Nach der indischen Unabhängigkeit 1947 kam das Gebiet zum Bundesstaat Madras, der 1956 nach den Sprachgrenzen des Tamil neu formiert und 1969 in Tamil Nadu umbenannt wurde. Ab 1991 gehörte das Gebiet um Mayiladuthurai zum Distrikt Nagapattinam, der aus dem Ostteil des Distrikts Thanjavur geschaffen wurde. Am 28. Dezember 2020 wurde der Distrikt Mayiladuthurai als eigenständiger Distrikt aus dem Nordteil des Distrikts Nagapattinam gebildet.

## Bevölkerung
Da der Distrikt erst im Jahr 2020 gebildet wurde, sind keine demografischen Daten in der Volkszählung 2011 direkt ablesbar. Es lassen sich jedoch aus den Einzeldaten der vier Taluks Sirkali, Mayiladuthurai, Kuthalam und Tharangambadi entsprechende Daten berechnen. Demnach betrug die Bevölkerung des späteren Distrikts bei der Volkszählung 2011 918.356 Personen (452.651 männlich,	465.705 weiblich). Von diesen lebten 741.788 in ländlichen und 176.568 in städtischen Siedlungen. 296.766 Personen wurden zu den Scheduled Castes, d. h. den registrierten unterprivilegierten Kasten gezählt und 2143 zu den Scheduled Tribes, d. h. der registrierten indigenen Stammesbevölkerung (Adivasi). Die Alphabetisierungsrate (Personen ≥ 7 Jahren) lag mit 83,4 % (männlich: 89,3 %, weiblich: 77,7 %) über dem Durchschnitt von Tamil Nadu (80,1 %).

## Sehenswürdigkeiten

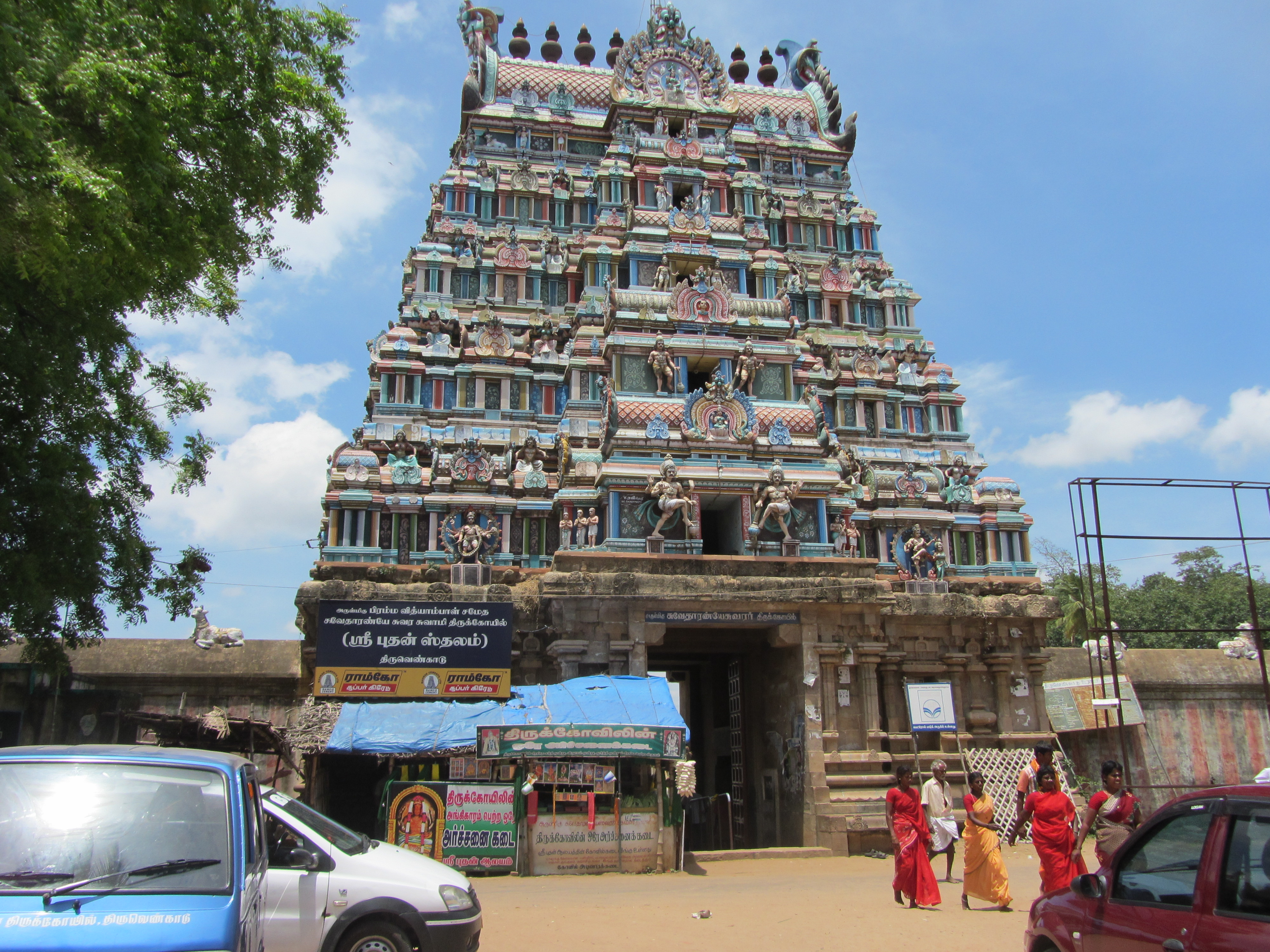
Der Tempel von Tiruvenkadu, eines der vielen Hindu-Heiligtümer im Distrikt Nagapattinam

Das Kaveri-Delta ist eine kulturgeschichtlich reiche Region. Im Distrikt Mayiladuthurai befinden sich zahlreiche bedeutende Hindutempel, die zum größten Teil auf die Chola-Zeit zurückgehen. Hier sind in erster Linie die Tempelstädte Mayiladuthurai (mit den Mayuranathaswami- und Parimala-Ranganathar-Tempeln) und Sirkali (Brahmapuriswarar-Tempel) zu nennen, aber auch in vielen Kleinstädten und Dörfern des Distrikts Mayiladuthurai gibt es bedeutende Hindu-Heiligtümer. Allein 40 der 274 heiligen Orte des tamilischen Shivaismus (Padal Petra Sthalams) und 17 der 108 Heiligtümer des tamilischen Vishnuismus (Divya Desams) befinden sich im Distrikt Mayiladuthurai. In Vaitheeswarankoil, Tiruvenkadu und Keezhperumpallam befinden sich drei der Navagraha-Tempel, einer Gruppe von neun Hindu-Tempeln, in denen die hinduistischen Planetengottheiten verehrt werden. Auch zwei der einflussreichsten hinduistischen Klöster (Matha) in Tamil Nadu, Tiruvavaduthurai und Dharmapuram, befinden sich im Distrikt Mayiladuthurai.
Von touristischem Interesse ist ferner Tharangambadi (Tranquebar) mit dem aus der dänischen Kolonialzeit stammenden Fort Dansborg.

## Verwaltungsgliederung

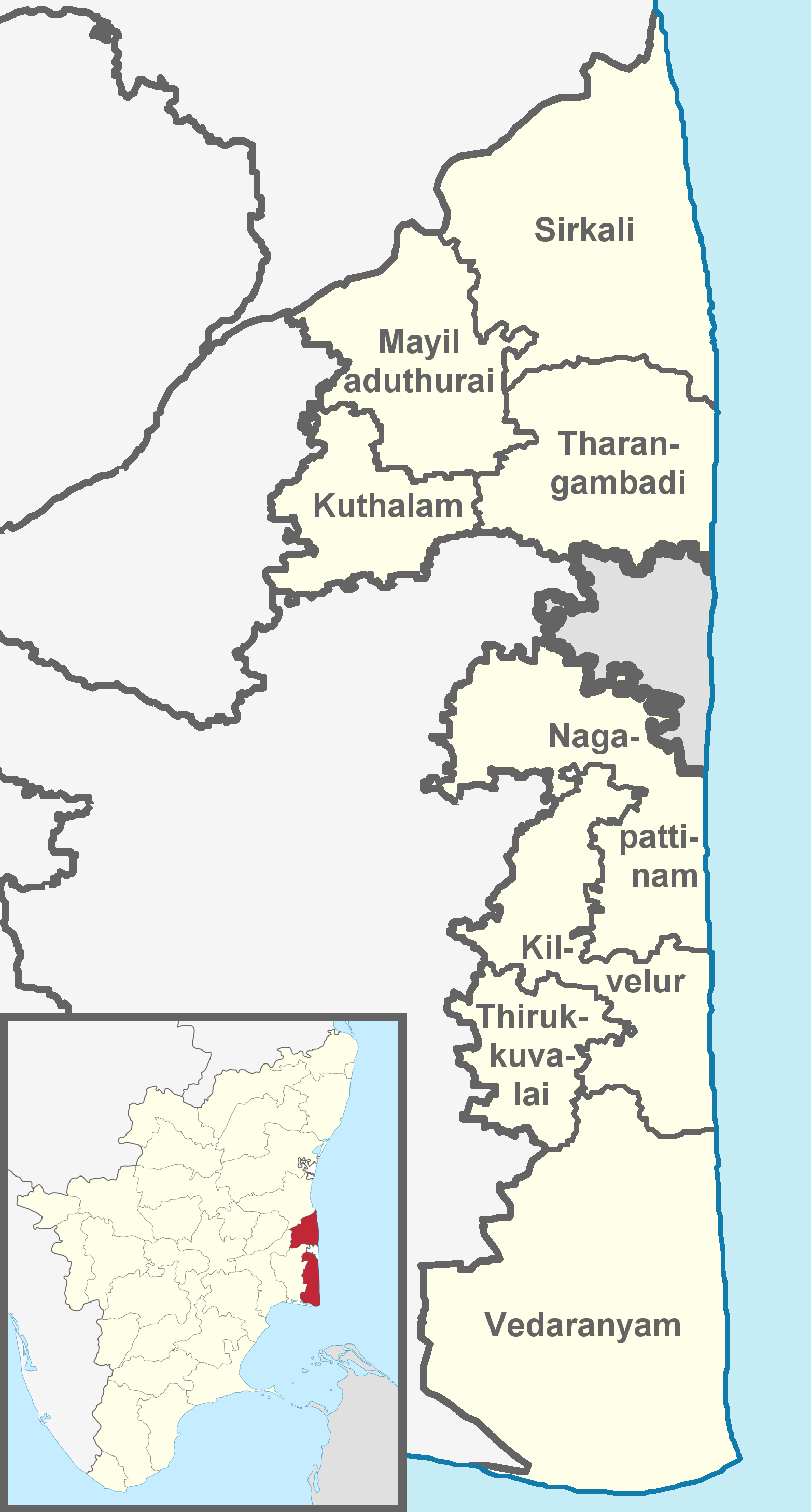
Taluks des ehemaligen Distrikts Nagapattinam. Die vier nördlichen Taluks Kuthalam, Mayiladuthurai, Sirkali und Tharangambadi bilden seit 2020 den Distrikt Mayiladuthurai.

### Taluks
Der Distrikt Mayiladuthurai ist in die folgenden vier Taluks (Subdistrikte) unterteilt:
| Taluk          | Hauptort       | Einwohner (2011) |
| -------------- | -------------- | ---------------- |
| Kuthalam       | Kuthalam       | 131.948          |
| Mayiladuthurai | Mayiladuthurai | 259.634          |
| Sirkali        | Sirkali        | 319.715          |
| Tharangambadi  | Tharangambadi  | 207.059          |

### Städte
Im Distrikt Mayiladuthurai gibt es zwei Städte mit eigener Stadtverwaltung (Municipalities) und vier nach dem Panchayat-System verwaltete Kleinstädte (Town Panchayats). Angegeben ist die Einwohnerzahl nach der Volkszählung 2011.
Municipalities
- Mayiladuthurai (85.632)
- Sirkali (34.927)

Town Panchayats
- Kuthalam (16.125)
- Manalmedu (9.017)
- Tharangambadi (23.191)
- Vaitheeswarankoil (7.676)